# Valka
Valka (estniska: Valga, tyska: Walk), stad i Lettland på gränsen till Estland. På andra sidan gränsen ligger Valga. Valka i Lettland har ca 7 100 invånare.
Orten fick stadsrättigheter 1584 och kallades på tyska Walk. Walk ockuperades i januari 1918 av Tyskland. Under den estniska och lettiska självständighetskampen uppstod dragkamp om staden. På grund av parternas ovilja till kompromiss, löstes tvisten genom att en mellanfolklig kommitté under den brittiske översten Stephen Tallents ledning helt sonika klöv staden i två delar. Den största delen med stadskärna och järnvägsstation tillföll Estland. För den estniska delen, se Valga.